# Жадсон Родрігес да Сілва
Жа́дсон (повне ім'я — Жадсон Родрігес да Сілва; порт. Jádson Rodrigues da Silva; нар. 5 жовтня 1983, Лондрина, Бразилія) — бразильський футболіст, півзахисник. Відомий за своїми виступами у складі донецького «Шахтаря», з яким 2 рази виграв Кубок України, 5 разів — чемпіонат України та 1 раз — Кубок УЄФА.

## Кар'єра

### «Атлетіко Паранаенсе»
Вихованець «Атлетіко Паранаенсі», всього за цю команду в різних турнірах провів 139 матчів, забив 50 голів. У рейтингу популярного бразильського видання Placar Жадсон входив до десятки найкращих футболістів національного чемпіонату (середня оцінка 6,05 балів). За версією видання Jornal de Tarde Жадсон увійшов у символічну збірну чемпіонату Бразилії 2004 року.

### «Шахтар» (Донецьк)
У 2005 році перейшов в український клуб «Шахтар» (Донецьк). Провів у «Шахтарі» сім сезонів, виграв Кубок УЄФА, п'ять разів вигравав чемпіонат України і отримав виклик в збірну Бразилії. Забив переможний гол у фіналі Кубка УЄФА 2008/09. Також Жадсон забив перший гол на новому стадіоні «Донбас Арена». За «Шахтар» у чемпіонаті України провів 173 матчі, забив 41 гол. В Кубку України — 20 матчів, 5 голів. У єврокубках провів 74 гри, забив 17 голів. 12 травня 2013 року на «алеї слави» біля південного входу «Донбас Арени» в честь півзахисника «гірників» з'явилася зірка.

### «Сан-Паулу»
16 січня 2012 року футболіст поїхав на батьківщину, в «Сан-Паулу», підписавши трирічний контракт з «триколірними». Про це повідомили представники гравця, а незабаром цю інформацію підтвердив офіційний сайт клубу. Всього за команду провів 36 матчів забивши 6 голів.

### «Корінтіанс»
З 2014 по 2015 роки виступав за «Корінтіанс» (64 матчі, 16 голів).

### «Тянцізнь Сунцзянь»
У 2016 перейшов в китайський «Тянцзінь Сунцзянь». За команду зіграв 29 матчів, забив 6 голів.

### Повернення у «Корінтіанс».
7 лютого 2017 року повернувся у «Корінтіанс», підписавши контракт на 2 роки.

## Кар'єра у збірній
У період з 2011 по 2013 роки грав за збірну Бразилії. Дебютував 9 лютого 2011 року в товариському матчі проти збірної Франції, вийшовши на поле на 58-й хвилині замість Ренато Аугусто. Матч закінчився поразкою збірної Бразилії з рахунком 1:0. Забив перший гол за збірну 9 липня 2011 року у матчі проти збірної Парагваю на Кубку Америки-2011 в Аргентині.

## Досягнення
«Атлетіко Паранаенсе»
- Серібний призер призёр чемпіонату Бразилії (1): 2004

«Шахтар»
- Чемпіон України (5): 2004/05, 2005/06, 2007/08, 2009/10, 2010/11
- Срібний призер чемпіонату України (1): 2006/07
- Переможець Кубку України (2): 2007/08, 2010/11
- Переможець Суперкубку України 2008, 2010
- Переможець Кубку УЄФА (1): 2008/09
- Найкращий гравець фіналу Кубку УЄФА 2009
- Заслужений майстер спорту України з 2009 р.
- Кавалер ордену «За мужність» III ступеня (2009 рік)

«Сан-Паулу»
- Переможець Південноамериканського кубку (1): 2012

«Корінтіанс»
- Чемпіон Бразилії: 2015

Збірна Бразилії
- Переможець Суперкласіко де лас Амерікас: 2012
- Переможець Кубку конфедераций: 2013

## Статистика виступів за «Шахтар»
| Клуб   | Сезон   | Чемпіонат | Чемпіонат | Кубок | Кубок | Єврокубки | Єврокубки | Суперкубок | Суперкубок | Всього | Всього |
| Клуб   | Сезон   | Ігри      | Голи      | Ігри  | Голи  | Ігри      | Голи      | Ігри       | Голи       | Ігри   | Голи   |
| ------ | ------- | --------- | --------- | ----- | ----- | --------- | --------- | ---------- | ---------- | ------ | ------ |
| Шахтар | 2004-05 | 15        | 6         | 2     | 0     | 3         | 0         | -          | -          | 20     | 6      |
| Шахтар | 2005-06 | 22        | 7         | 2     | 0     | 6         | 0         | 1          | 0          | 31     | 7      |
| Шахтар | 2006-07 | 22        | 3         | 4     | 1     | 12        | 1         | 1          | 0          | 39     | 5      |
| Шахтар | 2007-08 | 27        | 7         | 2     | 2     | 10        | 1         | 1          | 0          | 40     | 10     |
| Шахтар | 2008-09 | 26        | 1         | 3     | 1     | 16        | 9         | 1          | 0          | 46     | 11     |
| Шахтар | 2009-10 | 26        | 9         | 4     | 1     | 12        | 3         | -          | -          | 43     | 13     |
| Шахтар | 2010-11 | 24        | 5         | 3     | 0     | 10        | 2         | 1          | 1          | 38     | 8      |
| Шахтар | 2011–12 | 11        | 3         | -     | -     | 4         | 1         | -          | -          | 15     | 4      |
| Всього | Всього  | 173       | 41        | 20    | 5     | 74        | 17        | 5          | 1          | 272    | 64     |